# ビブリボン
『ビブリボン』は1999年に七音社が開発しソニー・コンピュータエンタテインメントから発売されたPlayStation用音楽ゲーム。当初は日本とヨーロッパで発売され、北米では後にゲームアーカイブス版のみが発売された。

## 概要
多くの音楽ゲームを手掛けた七音社による作品の一つ。ラップを題材にして大ヒットした『パラッパラッパー』の反響で「もっといろいろな音楽を使って遊びたい」という要望から生まれた「音楽を自分で入れ替えられるリズムアクションゲーム」である。
本作には、PlayStation本体に音楽CDを読み込ませることで、その楽曲の波形に応じたステージを自動生成する機能が搭載されており、最初から用意されている楽曲（ステージ）で遊ぶだけでなく、自分で用意した好きな楽曲を使ってゲームがプレイできるようになっている。また、逆に本作のゲームディスクを音楽CDとして使用することも可能であり、音楽CDとして再生した場合はゲーム内で使用されている6つの楽曲を聴くことができるようになっている。その他、白黒のワイヤーフレームだけで描かれたグラフィックや、音声合成によるボイスなども本作の特徴であり、独特の世界観を演出している。
2012年、ニューヨーク近代美術館（MoMA）のコレクションに収蔵され、同館では訪問者がプレイできる形で常設展示している。2014年10月にはゲームアーカイブスでデジタル配信が行われるとともに、PS4版が開発中であると公表された。
また、本作の関連作品として、写真で遊ぶ『ビブリップル』や言葉で遊ぶ『モジブリボン』などが発売している。『ビブリップル』には本作の主人公「ビブリ」も登場している。

## 基本ルール
操作に使用するのは、コントローラーの4つのボタンのみ。読み込んだ楽曲の波形によって生成される「線」を一本の「道」に見立て、その上を本作の主人公「ビブリ」が直進していく形でゲームが行われる。
道の先には「ピース」と呼ばれる障害物が配置されており、対応したボタンをタイミングよく押すことで障害物を越えることができる。入力に失敗するとステージ全体が波打つなどのペナルティが生じるほか、ミスが続くと段々ビブリが退化していき、最終的にゲームオーバーとなってしまう。逆にミスをせずに入力を成功させていくと、一度退化してしまっても成功を続ければ再び進化が可能となっているほか、一定回数連続して入力を成功させることで獲得点数が2倍になる「スーパービブリ」にも進化できるようになっている。
このような流れでゲームを進めていき、ゲームオーバーにならないようにゴール（曲の終わり）を目指すのが基本的なルールとなる。

### ビブリ
本作の主人公。最初は大きな瞳のウサギのような姿だが、プレイ内容によって姿が変化する。
- ビブリ（ウサギ）…初期状態。歌やダンスが大好きなお気楽ウサギ[11]。
- ケロビブリ（カエル）…ビブリから1段階退化した姿。ビブリとは反対に無口で無表情[11]。
- ムシブリ（芋虫）…ケロビブリから更に1段階退化した姿。ニコニコ顔が特徴だが[11]、これ以上ミスが続くとゲームオーバーになる。
- スーパービブリ（妖精のお姫様[9]）…ビブリから1段階進化した姿。王冠と翼がついた絶好調状態[11]。

### ピース
ステージ上に配置される障害物。障害物は基本となる「ベーシックピース」が4種類存在し、対応するボタンが異なる。
- カベ（block）…そりたつ壁。Lボタンに対応。
- アナ（pit）…地面に開いた穴。下キーに対応。
- ループ（loop）…垂直にループした道。Rボタンに対応。
- ナミ（wave）…波打つ地面。×ボタンに対応。

また、これらのピースを組み合わせた「ミックスピース」も存在する。例えば「カベ」と「アナ」のミックスピースの場合、Lボタンと下キーを同時に押す必要があり、より難易度の高いピースとなっている。

## ステージシステム

### ビブリボンディスク
最初から楽曲（ステージ）が用意されている、本作の練習ステージのようなもの。難易度は、高い順に、マツ（ムズイ）、タケ（フツウ）、ウメ（カンタン）の三種類が存在しておりBGMも異なる（後述）。

#### スピード
制限時間内に目標速度に達することを目指すのがこの「スピード」である。障害物が無いところでアクションを起こしその次の障害物をクリアすると加速する。その繰り返しで加速し続け定められた速度を目指すというもの。マツ、タケ、ウメの三種類の難易度があり、それぞれ目標速度が異なる。

### オコノミCD
ビブリボンの醍醐味と言えるのがこのオコノミCDで遊ぶというモード。簡単に言えば手持ちの音楽CDを挿入し、気に入った曲を選曲しそれで構築されたステージを遊ぶというもの。プレイする楽曲によってステージの内容も変化するため、楽曲を変えるだけでBGMだけでなく、ゲームスピードや障害物の変化なども楽しむことができる。
一曲だけ選ぶ（シングルトラック）かCD1枚をまるごとプレイ（オールトラック）するかを選ぶことができる。音楽が再生されるCDであればどんなものでも選曲可能なので枠にとらわれない自分だけの音楽ゲームとして楽しむことが可能。また、鑑賞用の「オート」もある（オールトラックのみ）。
このモードはゲームアーカイブス版ではPlayStation 3でのみ使用可能。

## BGM
「ビブリボンディスク」に収録されている楽曲で、ウメ、タケ、マツで使用されている6曲は本作のゲームディスクを音楽CDとして再生した際にも視聴可能。歌および作曲はLaugh and Peace featuring 藤田陽子によるもの。
また、海外版公式サイトでも全曲試聴可能だったが、日本語版とは曲名が異なっている。以下()内は海外版の曲名。
- チュートリアル
  - 「アソビカタ（Vib Ribbon Blues）」
- ウメ
  - 1曲目「テク2 Walking（Polaroid）」
  - 2曲目「Oops!（Sunny Day）」
- タケ
  - 1曲目「シッテルゥ？（Laugh and Peace）」
  - 2曲目「HOT PLAY（Universal Dance）」
- マツ
  - 1曲目「TRIP OUT!（Overflowing Emotion）」
  - 2曲目「Going On（Roll Along）」

## 関連商品
ビブリップル＆ビブリボン オリジナルサウンドトラック
2004年7月7日発売。『ビブリボン』とその続編となるPlayStation 2用ソフト『ビブリップル』二作のサウンドトラックCD。
ビブリホン ビブリと楽しいビブリ語辞典
2000年12月発売。『ビブリボン』キャラクターのビブリが使う単語77語を解釈した書籍。3Dパラパラ漫画あり。ISBN 978-4-7897-1657-4